# Макс, Филипп
Фи́липп Ма́ртин Макс (нем. Philipp Martin Max, немецкое произношение: [ˈfiːlɪp ˈmaks]; род. 30 сентября 1993, Фирзен, Северный Рейн-Вестфалия) — немецкий футболист, левый защитник греческого клуба «Панатинаикос».
Серебряный призёр Олимпийских игр 2016 года в составе сборной Германии.

## Клубная карьера

### Ранние годы
Филипп родился в немецком городе Фирзен, в семье профессионального футболиста Мартина Макса. В момент рождения Филиппа его отец выступал за мёнхенгладбахскую «Боруссию». В 1999 году семья Макса переехала в Мюнхен, так как его отец перешёл в местный клуб — «Мюнхен 1860». В 2000 молодой Филипп был зачислен в молодёжную академию «Болдема», клуба из низших немецких лиг. В 2003 Макс перешёл в академию «Мюнхена 1860». В 2007 году Макс перебрался в академию мюнхенской «Баварии».

### «Шальке 04»
В 2010 году Макс перешёл из молодёжного состава «Баварии» в молодёжку «Шальке 04». Позже начал профессиональную карьеру за дубль «горняков» в региональной лиге «Запад».
25 марта 2014 года дебютировал за основную команду в матче Бундеслиги против дортумундской «Боруссии», заменив Юлиана Дракслера. 28 марта 2014 года в матче против «Герты», Макс снова появился на поле. В обоих матчах Макс использовался в качестве левого полузащитника.

### «Карлсруэ»
30 апреля 2014 года Макс подписал трёхлетний контракт с «Карлсруэ». 27 сентября того же года Филипп дебютировал за новый клуб в матче второй Бундеслиги против «Ингольштадта». Немногим позже Макс провёл один матч за дубль «Карлсруэ».
Со второй половины сезона Макс использовался в качестве основного левого защитника и выходил на поле практически в каждой игре. В активе немца к концу сезона накопилось 23 матча. Команда Макса заняла третье место и получила возможность сыграть в матчах плей-офф против «Гамбурга» за выход в Бундеслигу, но «Карлсруэ» проиграл по общей сумме двух встреч со счётом 3-2.
25 июля 2015 года Макс сыграл свою последнюю игру за «Карлсруэ», проведя на поле все 90 минут матча с «Гройтером».

### «Аугсбург»
4 августа 2015 года Макс перешёл в «Аугсбург», который заплатил за игрока 3,6 миллиона евро. Макс подписал двухлетний контракт с опцией продления ещё на один сезон. «Фуггеры» увидели в немце замену Абдулу Рахману Бабе, который перешёл в лондонский «Челси».
15 августа 2015 года Макс дебютировал за новый клуб в матче против «Герты», в котором «Аугсбург» потерпел поражение. Всего же за сезон 2015/16 Макс успел провести 26 матчей в Бундеслиге, не отличившись результативными действиями.
Из-за участия в летних Олимпийских играх Макс был вынужден пропустить начало сезона 2016/17. 30 апреля 2017 года, на 70-й минуте матча против «Гамбурга», Макс забил свой первый мяч за «Аугсбург» в Бундеслиге. Этот матч стал для Филиппа 50-м в национальном чемпионате.
В сезоне 2017/18 Макс стал использоваться в более атакующем плане, зачастую закрывая весь фланг и без ограничений подключаясь к атакам. Он провёл 33 игры в Бундеслиге, отличился двумя забитыми мячами и двенадцатью голевывми передачами. Это стало лучшим результатом среди защитников в Германии за последние 13 лет.

### ПСВ
2 сентября 2020 года перешёл в нидерландский ПСВ, подписав с клубом четырёхлетний контракт.

### «Айнтрахт» (Франкфурт)
31 января 2023 года был отдан в аренду в «Айнтрахт» из Франкфурта с опцией выкупа. 26 мая этого же года клуб активировал эту опцию, заключив с Максом трёхлетний контракт.

### «Панатинаикос»
6 августа 2024 года подписал трёхлетний контракт с греческим клубом «Панатинаикос».

## Карьера в сборной
Был включён в состав олимпийской сборной Германии на Летние Олимпийские игры 2016 в Рио-де-Жанейро. Впервые на поле Макс появился заменив Джереми Тольяна в матче против сборной Фиджи и отыграв в нём 45 минут. Филипп забил свой единственный гол на турнире и первый мяч в составе олимпийской сборной в матче 1/4 финала против сборной Португалии. Немецкая сборная заняла второе место по итогам турнира.

## Достижения
ПСВ
- Обладатель Кубка Нидерландов: 2021/22
- Обладатель Суперкубка Нидерландов (2): 2021, 2022

Сборная Германии (олимп.)
- Серебро Олимпийских игр: 2016